# Proterhinus alyxiae
Espèce
Proterhinus alyxiae est une espèce d'insectes de l'ordre des coléoptères et de la famille des Belidae.